# Jasper, Alabama
Jasper är en stad (city) i Walker County, i delstaten Alabama, USA. Enligt United States Census Bureau har staden en folkmängd på 14 308 invånare (2011) och en landarea på 73,7 km². Jasper är huvudort i Walker County.